# Eduard Luther

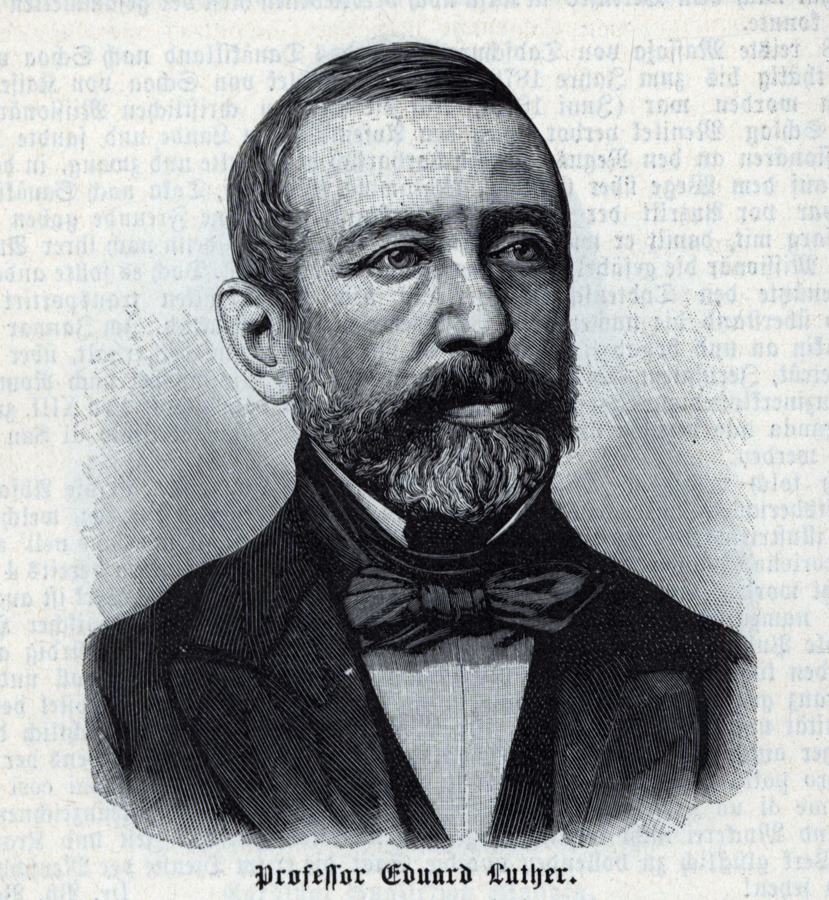
Eduard Luther

Eduard Luther (* 24. Februar 1816 in Hamburg; † 17. Oktober 1887 in Königsberg i. Pr.) war ein deutscher Astronom.

## Leben
Luther studierte an der Christian-Albrechts-Universität zu Kiel und der Albertus-Universität Königsberg. In Königsberg wurde er Mitglied der Pappenhemia. Seine Lehrer waren der Astronom Friedrich Wilhelm Bessel und der Mathematiker Carl Gustav Jacob Jacobi. Nach der Habilitation übernahm er 1856 mit dem Observator Moritz Ludwig Georg Wichmann die Leitung der Sternwarte Königsberg. 
Ab 1859 war er alleiniger Sternwartendirektor und zunächst außerordentlicher, später ordentlicher Professor. Für das akademische Jahr 1868/69 wurde er zum Rektor der Albertina gewählt.
Aus Bessels hinterlassenen Meridiankreisbeobachtungen leitete er Deklinationen der Fundamentalsterne ab. Er schrieb auch Abhandlungen über die algebraisch lösbaren Gleichungen 5. und 6. Grades.